# Inga Czarchalaszwili
Inga Czarchalaszwili (ur. 23 kwietnia 1983 w Kutaisi) – gruzińska szachistka, arcymistrzyni od 2005 roku.

## Kariera szachowa
W latach 1993–2002 wielokrotnie reprezentowała Gruzję na mistrzostwach świata i Europy juniorek w różnych kategoriach wiekowych, zdobywając 4 medale: złoty (Kallithea 2001 – ME do 18 lat), srebrny (Baku 2002 – ME do 20 lat) oraz dwa brązowe (Mureck 1998 i Litochoron 1999 – oba na ME do 16 lat).
W 1999 r. wystąpiła w zespole Gruzji–C na rozegranych w Batumi drużynowych mistrzostwach Europy, zdobywając złoty medal za indywidualny wynik na III szachownicy. W 2001 r. na mistrzostwach świata juniorek do 20 lat (w Atenach) zajęła VIII m. i wypełniła pierwszą normę na tytuł arcymistrzyni. Kolejne dwie normy na ten tytuł zdobyła w latach 2004 (na turnieju Aerofłot Open–B) oraz 2005 (podczas finału indywidualnych mistrzostw Gruzji, w którym podzieliła IV–VI miejsce). W 2012 r. zwyciężyła w II memoriale Krystyny Radzikowskiej w Warszawie.
Najwyższy ranking w dotychczasowej karierze osiągnęła 1 września 2005 r., z wynikiem 2375 punktów zajmowała wówczas 88. miejsce na światowej liście FIDE, jednocześnie zajmując 9. miejsce wśród gruzińskich szachistek.